# Dolní Bělá (hrad)
Dolní Bělá je zřícenina hradu přestavěného na zámek na návrší ve stejnojmenné vesnici v okrese Plzeň-sever. Od roku 1964 je chráněna jako kulturní památka.
Hrad Bělou založil na začátku čtrnáctého století Racek z Bělé a jeho potomkům patřil asi sto let. Po nich hrad krátkou dobu vlastnili páni ze Švamberka a od roku 1426 páni z Gutštejna, kteří jej rozsáhle přestavěli. Na přelomu patnáctého a šestnáctého století Bělou využívali jako základnu oddílu lapků, kteří škodili plzeňským měšťanům. Král Vladislav Jagellonský jim proto hrad v roce 1509 zabavil a věnoval ho Albrechtovi z Kolovrat. Ten ale hned následujícího roku zemřel a do roku 1555 Bělou střídavě vlastnili páni z Roupova a Gutštejnové.
Významně se do podoby Bělé zapsali Markvartové z Hrádku, z nichž Kryštof okolo roku 1584 starý hrad přestavěl na renesanční zámek. Po bitvě na Bílé hoře Markvartové o panství přišli a konfiskát koupili páni z Vřesovic, kteří Bělou drželi až do roku 1757, kdy zadlužené panství prodali plaskému klášteru. Od té doby zámek chátral a po zrušení kláštera začal být rozebírán na stavební materiál.
Z celé stavby se částečně dochovalo mohutné zemní opevnění a drobné fragmenty zdiva, z nichž nejvýraznější jsou torzo okrouhlé věže či bašty v předhradí a část obvodové zdi zpevněné trojicí pilířů v hradním jádře.

## Historie
Od počátku třináctého století byla kraj kolem Dolní Bělé ve vlastnictví Hroznatovců. Po smrti Sezemy z Krašovic, zdědil okolí Bělé jeho syn Racek. Ještě roku 1313 používal přídomek z Krašova, zatímco v roce 1315 se psal jako Racek z Bělé. Někdy mezi uvedenými roky buď hrad v Bělé založil, nebo jej koupil od neznámého zakladatele. První písemná zmínka o hradu pochází z roku 1318.
Po Rackovi se o Bělou dělili jeho synové Sezema a Racek. Racek zemřel roku 1372 a Bělá tak připadla Sezemovu stejnojmennému synovi, který je v písemných pramenech zmiňován do roku 1394. V roce 1379 tvořily bělské panství vsi Bělá, Slavíkovice (zaniklá vesnice u Horní Bělé), Košetice, Klenovice, Lhota, Popovice, Mostiště, Podmokly, Hůrky, Zahrádka, Mostice, Trochovice, Úštenovice, Radimovice, část Dražně a kokořovská tvrz.
Po Sezemovi mladším hrad spravoval jeho strýc Sezema z Pušperka, který byl jako pán na Bělé uveden roku 1402. Podle Milana Novobilského byl poručníkem Václava, syna Sezemy mladšího,, kterého August Sedláček zmínil jen jako jakéhosi Václava, jenž byl pánem Bělé v letech 1407–1414 v důsledku majetkového dělení po roce 1402. Sezema z Pušperka pak po dosažení Václavovi plnoletosti s ním zůstal na Bělé až do roku 1414 a poté se odstěhoval do vsi Tisé (později zaniklé) u Spankova.
Václav zemřel v roce 1415 a Bělou koupili bratři Neustup a Bavor z lestkovské větve pánů ze Švamberka. Zatímco Neustup se věnoval církevní kariéře, Bělou spravoval Bavor, který se oženil s Markétou z Valdštejna a v roce 1424 zemřel. O rok později zemřel i Neustup a Jindřich v roce 1426 Bělou prodal Burianovi a Janovi z Gutštejna.

### Páni z Gutštejna
Páni z Gutštejna na Bělé nesídlili a hrad za ně spravovali purkrabí. Jedním z nich byl v době Buriana II. Otík z Žitína. Z pěti synů Buriana II. připadla Bělá Volfovi, kterému král Vladislav Jagellonský roku 1501 potvrdil vlastnictví čtrnácti vesnic plaského kláštera, které byly v zástavě u bělského panství. O rok později však Volfův bratr Jetřich prokázal, že dotyčné vsi otec odkázal jemu, a stal se tak jejich držitelem.
Volf a snad i jeho bratři Jetřich a Jan z Gutštejna na hradě Bělé vydržovali oddíl lapků, kteří škodili plzeňským měšťanům. Ti proto proti nim vypravili vojenskou výpravu, které se podařilo dobýt tvrz v Křínově, kde zajali Bavůrka ze Švamberka a na Křínově, který při výslechu potvrdil, že činnost lapků řídil Volf z Gutštejna a jejich kořist byla odvážena na Bělou. Měšťané však Volfa nezažalovali u soudu, protože jej přiměli, aby po požáru Plzně v roce 1507 poskytl dřevo na obnovu města. O rok později získal Bělou Volfův bratr Jan z Gutštejna. Také on se dostal do sporu s panovníkem, který nakonec roku 1509 zkonfiskoval většinu gutštejnského majetku.
Hrad vzápětí od krále dostal Albrecht Libštejnský z Kolovrat, který v roce 1510 zemřel, a Bělou zdědila vdova Anna z Kováně a její dva synové z prvního manželství Jan a Bernard z Valdštejna na Krupce. Už roku 1511 oba bratři hrad prodali za sedm tisíc kop grošů Václavovi z Roupova. Po jeho smrti v roce 1514 zůstalo bělské panství ve velkých dluzích, a proto bylo zabaveno a vráceno Janovi a Volfovi z Gutštejna, kteří na hradě ustanovili purkrabím Jana Šťáhlavského z Doupova. Jan zemřel roku 1520 a jeho podíl zdědil bratr Jindřich z Gutštejna. S Volfem se sice dohodli na majetkovém vyrovnání, ale brzy mezi nimi vypukly neshody, v důsledku kterých nakonec Bělou v roce 1525 prodali za 8 300 kop grošů Janovi z Roupova. Jeho dědicem se stal syn Petr z Roupova. Když v roce 1555 zemřel, měli panství zdědit jeho synové Václav a Jan z Roupova. Pro velké dluhy jim však byl zabaven majetek, který za třináct tisíc kop českých grošů koupil Šebestián Markvart z Hrádku a na Nekmíři.

### Markvartové z Hrádku
Šebestián Markvart z Hrádku spojil bělské a nekmířské panství a celý statek rozšířil o řadu vesnic včetně hradu Vrtba. Po jeho smrti v roce 1562 se o otcův rozsáhlý majetek rozdělilo pět synů, z nichž Bělá připadla Janovi a Kryštofovi Markvartům z Hrádku. V dalších letech sourozenci umírali a jejich statků se ujímal Jan Markvart, který se oženil s Kateřinou Pokovnou z Hermsdorfu. Jako voják s hodností rytmistra bojoval v Uhrách proti Turkům. Vysoké náklady na daleké cesty způsobovaly finanční nesnáze, v důsledku kterých přišel o několik vesnic. Proti tomu si však stěžoval u císaře Rudolfa II. Jan Markvart zemřel v roce 1590 a jeho panství zdědil poslední z bratrů Kryštof. Za pánů z Hrádku zastával úřad bělského purkrabího Jan Košák z Velké Mořiny a po něm Václav Skutečný.
Kryštof Markvart z Hrádku zemřel v roce 1595. Rok před smrtí rozšířil panství o Všeruby a Kokořov. Samotný hrad v Bělé nechal přestavět, nejspíše v roce 1584, na renesanční zámek. Kryštofův rozsáhlý majetek zdědil jeho syn Diviš Markvart z Hrádku. Podle soupisu z roku 1603 na spojených statcích Nekmíř a Bělá žilo 465 poddaných a stálo pět far a množství mlýnů s celkem 41 koly. Někdy během roku 1601 Diviš přikoupil Trpísty a se souhlasem císaře spravoval množství církevních vsí, za něž plaský opat marně žádal náhradu ve výši 1 750 kop grošů. Byly to vesnice Kaznějov, Rybnice, Žichlice, Záluží, Ledce, Koryta, Horní Hradiště, Vrážné, Mrtník, Korýtka, Líté, Loza, Loza, Dražeň a vrch Krkavec, na kterém se těžila surovina na výrobu mlýnských kamenů.
Ačkoliv Diviš Markvart úspěšně rozšiřoval rodový majetek, k poddaným se choval velmi tvrdě. V roce 1598 jej cestou do Benátek na Bělé navštívil Kryštof Harant z Polžic a Bezdružic. V letech 1618–1620 se Diviš zúčastnil stavovského povstání, za což byl 10. listopadu 1622 odsouzen ke konfiskaci dvou třetin majetku. K zabaveným statkům patřily Bělá, Nekmíř a Podmokly s množstvím dvorů, mnoha vesnicemi, městečky Touškov a Všeruby, 49 rybníky a 700 lečí lesů.
Cena zkonfiskovaného majetku byla odhadnuta na 180 856 kop grošů, a ještě roku 1622 panství koupil do dědičného držení za 120 000 rýnských zlatých Vilém Vřesovec z Vřesovic. Ačkoliv Vilém po Divišových stížnostech na nízkou cenu zaplatil dobrovolně o třináct tisíc zlatých víc, po odečtení dluhů Diviš dostal jen 8 852 zlatých a jeho druhé manželce Anně z Říčan bylo vyplaceno 41 033 zlatých. Anna kromě peněz dostala všechno stříbro (148 liber) z hradu Bělá a všechen dobytek (195 krav, pět býků, 83 jalovic, 69 prasat a 35 koní. Posledním Divišovým sídlem byly roku 1626 Zálezly.

### Páni z Vřesovic
S novým majitelem se opět objevil spor o církevní vesnice. Vilém Vřesovec proto klášteru přenechal Rybnici, Kaznějov, Horní Hradiště a Žichlici a za ostatní vsi císař Ferdinand II. opatovi daroval Českou Břízu. Vilém využil příležitosti a levně nakoupil několik zkonfiskovaných vesnic na severním Plzeňsku. Hodně se tím zadlužil, a když roku 1640 zemřel, zdědila majetek i dluhy jeho druhá manželka, hraběnka Anna Ludmila ze Salmu. Jejich syn Jan Vikart z Vřesovic totiž ještě nebyl zletilý. Plnoletosti dosáhl až v roce 1644, právě když panství nejvíce strádalo ubytováním císařských vojáků. Samotný zámek v době třicetileté války nijak neutrpěl a sloužil jako úkryt pro urozené ženy z okolí.
Ani velký Vikartův majetek nestačil na splácení dluhů, které zanechal jeho otec. Jeho největším věřitelem byl hrabě Ludvík ze Sinzendorfu, kterému dlužil 25 000 zlatých. Soud hraběti v roce 1651 přiřkl výnosy z Bělé, Nekmíře a Podmokel. Když Jan Vikart nedokázal dluh uhradit, získal hrabě zmíněné statky jako náhradu. Oba muží vedli o majetek dlouhý spor, který vyřešili těsně před Vikartovou smrtí v roce 1659. Hrabě Ludvík od něj jako částečnou náhradu dostal Nekmíř a osm vesnic, Vikartova manželka Marie Františka z Vrbna Podmokly, a protože Vikart neměl potomky, Bělou zdědil Jan Vilém Kyšperský z Vřesovic.
Podle soupisu, který byl při dědickém řízení sepsán, měl bělský zámek tři křídla, ale třetí s kuchyní a pekárnou nebylo dostavěné. Obytných pokojů bylo jen osm a pouze dva byly klenuté. Součástí zámku byla kaple a velké sklepy. Zdi i klenby byly poškozené trhlinami. V předhradí stála budova s kanceláří, čtyři maštale, kovárna, vinopalna, obročnice, čtyři komory, dvě kolny pro vozy a sklep. Ani tyto budovy nebyly v dobrém stavu.
Jan Vilém Kyšperský zemřel roku 1678. Poručnicí nezletilých dětí se stala vdova Kateřina. Po dosažení zletilosti začal Bělou spravovat František Albrecht, ale většinu času trávil, podobně jako otec, u vojska. V roce 1740 zemřel a byl pohřben v Bělé, nejspíše v kostele Povýšení svatého Kříže. Statek po něm převzal bratr Jan Maxmilián Kyšperský z Vřesovic, který zámek nákladně opravil. Zemřel jako poslední mužský člen kyšperské větve pánů z Vřesovic a Bělou zdědila dcera Sylvie, která se provdala za hraběte z Klenového. Zadlužený statek však musela roku 1757 prodat za 71 tisíc zlatých plaskému klášteru. I tentokrát byl pořízen popis zámku, podle nějž měl jedno patro, klenuté přízemí, dvanáct světnic v prvním patře, ale jen pět jich bylo obyvatelných. Na střešní vížce bývaly hodiny, z nichž při prodeji zůstal jen ciferník.
Nejspíše někdy kolem poloviny osmnáctého století byl u zámku postaven rozlehlý čestný dvůr v barokním slohu. Při stavbě byly zplanýrovány valy a zasypány příkopy.

### Zánik
Ve druhé polovině osmnáctého století už byl bělský zámek zchátralý a plaský klášter se o jeho opravu ani nepokusil. Po svém zrušení v roce 1785 budovy připadly Náboženskému fondu. Poté začali obyvatelé vsi, se souhlasem fondu, rozebírat budovy na stavební kámen, takže roku 1826 už ze zámku zbývala jen zřícenina, a i ta byla nadále ničena. August Sedláček při své návštěvě spatřil jen nepatrné zbytky a napsal: „Celkem z Bělé pramálo zbylo, a poněvadž krajina okolní nemá půvabu, nelze říci, že by byla navštívení hodna.“

## Stavební podoba
Hrad i mladší zámek měl dvojdílnou dispozici tvořenou rozsáhlým předhradím, na které na jihu navazovalo menší hradní jádro. Z nadzemních staveb se dochovaly malé fragmenty zdí a patrné je zemní opevnění, které bylo zvláště mohutné na západní straně. Skládá se z rozměrného valu zpevněného polookrouhlou baštou a širokého příkopu. Do předhradí se vjíždělo zaniklou čtverhrannou věží a z jeho dalšího opevnění je patrný jen fragment pozdně gotické věže či bašty na severní straně. Podél východní strany stála dlouhá hospodářská budova.
Hradní jádro bylo během renesanční přestavby zastavěno ze tří stran, ale pouze dvě křídla byla dokončena. Jejich pozůstatky jsou patrné jako terénní prohlubně a fragmenty obvodové zdi, z nichž jeden na západní straně je podepřený třemi pilíři.

## Stavební vývoj
Podoba nejstarší stavební fáze hradního jádra je nejasná. Jeho prostor má půdorys nepravidelného lichoběžníku s rozměry přibližně 50 × 35 metrů a plochu předhradí převyšuje o dva až tři metry. Na severní a západní straně jej chránil příkop, jehož malý zbytek se dochoval na západě. Místo brány do jádra není známé, ale vstup pravděpodobně vedl z jihozápadního cípu předhradí po mostě přes příkop. Před vlastní bránou mohlo být malé předbraní. Vzhledem k nepřítomnosti věže je možné, že Bělá patřila ke hradům s plášťovou zdí, jejichž obranyschopnost závisela na vysoké obvodové zdi, k níž se zevnitř přimykaly všechny budovy.
S rozvojem palných zbraní během husitských válek začalo hrad ohrožovat 240 metrů vzdálené návrší, odkud ně něj mohla být vedena účinná palba. Určité terénní relikty, které by mohly být palebným postavením pro tarasnici, se nachází na hraně svahu nad Zámeckým rybníkem. Zda jde o obléhací postavení, a zda byl hrad obléhán, by mohl potvrdit jen archeologický výzkum.
V době po husitských válek byla nejspíše zvětšena rozloha předhradí, které tak umožnilo pobyt většího vojska. Ve stejné době pak bylo postaveno jeho kamenné opevnění s okrouhlou věží či baštou v nároží. Její torzo je čtyři metry vysoké a tloušťka zdi dosahuje dvou metrů. Ve zdivu se nedochovala žádná střílna, takže je možné, že střelci mohli k její obraně využívat jen ochoz.
Ve druhé polovině patnáctého století bylo opevnění hradu zesíleno zemním opevněním. To se dochovalo především na západní straně, ale s vysokou pravděpodobností chránilo také vstupní severní stranu. Tvoří jej osm až dvanáct metrů široký příkop, hluboký až tři metry. Před příkopem byl navršen val, který je u paty široký až devatenáct metrů a výška nade dnem příkopu dosahuje šest metrů. Val zesilovala nejméně jedna zemní podkovovitá bašta. Dochovala se v severozápadním nároží a její průměr původně měřil kolem devíti metrů. Koruna valu nesla nejspíše lehčí dřevěné opevnění.
Pro poznání renesanční stavební fáze je důležité vyobrazení zámku na ručně kreslené mapě Martina Prusíka z roku 1809. Jednopatrovou hlavní zámeckou budovu tvořila dvě křídla na východní a severní straně bývalého hradního jádra, přičemž ze střechy severního křídla vybíhala věžička s hodinami. Interiér budov osvětlovala sdružená renesanční okna a pohyb mezi patry umožňovalo schodiště ve východním křídle. Nádvoří i nadále obklopovala zeď bývalé hradby, k níž na severozápadě přiléhala pekárna a kuchyně. Do předhradí se vjíždělo malou čtverhrannou věží s cibulovou střechou a lucernou. Hospodářské budovy stály podél obvodové zdi na severní, západní a východní straně. 